# Arnold von Möhl
Arnold von Möhl(ur. 26 marca 1867 w Nandlstadt, zm. 27 grudnia 1944 w Starnbergu) – niemiecki generał Armii Cesarstwa Niemieckiego i Reichswehry.

## Życiorys
W 1884 roku wstąpił do akademii wojskowej Armii Bawarii, którą ukończył dwa lata później. W latach 1901–1906 służył w bawarskim sztabie generalnym, a następnie przeniesiony został na stanowisko wykładowcy w akademii w stopniu majora, której w 1913 roku został komendantem. Po rozpoczęciu I wojny światowej rozpoczął służbę w 6. Bawarskim Pułk Piechoty. W 1915 roku awansowany do stopnia generała majora i przeniesiony na stanowisko szefa sztabu I Królewsko-Bawarskiego Korpus Armijnego. W trakcie ofensywy stu dni dowodził 16 Dywizją Piechoty za co został odznaczony orderem Pour le Mérite. 
Po zakończeniu wojny przybył do Monachium i rozpoczął organizowanie jednostek Armii Bawarskiej w ramach Reichswehry. Brał udział w walkach i likwidacji stworzonej przez komunistów Bawarskiej Republiki Rad, jako naczelny dowódca sił złożonych z bawarskich i wirtemberskich pułków piechoty oraz Freikorpsów. W 1919 roku jednostki bawarskie zostały wcielone do Reichswehry i ostatecznie zlikwidowano ich autonomię. 23 czerwca 1920 roku został awansowany do stopnia generała porucznika i mianowany dowódcą 7. Dywizji Bawarskiej. 6 marca 1922 roku otrzymał awans na stopień generała piechoty. W trakcie służby w Monachium zaczął sympatyzować ze środowiskami narodowo-socjalistycznymi, w związku z czym dowództwo Reichswehry zdecydowało o jego przeniesieniu do Kassel, gdzie mieściła się kwatera II Dowództwa Grupy, którego został dowódcą. W 1924 roku przeszedł w stan spoczynku.

## Odznaczenia
Odznaczneia gen. von Möhla to między innymi:
- Order Pour le Mérite (Prusy)
- Order Orła Czerwonego II klasy z mieczami (Prusy)
- Order Królewski Korony II klasy z mieczami i gwiazdą (Prusy)
- Krzyż Żelazny I klasy (Prusy)
- Kawaler Orderu Maksymiliana Józefa (Bawaria)
- Kawaler Orderu Zasługi Korony Bawarskiej (Bawaria)
- Krzyż Orderu Zasługi Świętego Michała (Bawaria)
- Order Zasługi Wojskowej z mieczami i gwiazdą (Bawaria)
- Krzyż za Długoletnią Służbę I klasy (Bawaria)
- Medal za Odwagę (Hesja)
- Hamburski Krzyż Hanzeatycki (Hamburg)